# 山口昌哉
山口 昌哉（やまぐち まさや、1925年2月3日 - 1998年12月24日）は、日本の数学者（非線形数学）。京都大学名誉教授。社会・経済システム学会初代会長。
数学の力学系分野におけるカオス・フラクタル研究の先駆者。その他、主として非線型偏微分方程式の数値解析分野で業績を残した。研究の幅が広く、生物科学や社会科学への応用も積極的に行った。
溝畑茂とは京大在学中からの親友。弟子は多く、まとめて山口組と通称されることがある。西田孝明、西浦廉政、俣野博、宍倉光広、磯祐介らがいる。

## 略歴
- 1947年　京都帝国大学理学部卒業
- 1948年　京都大学理学部副手
- 1950年　京都大学工学部講師
- 1951年11月　京都大学工学部助教授
- 1954年　フランス政府給費留学生（ポアンカレ研究所）
- 1961年12月　京都大学工学部教授（工業数学講座（工学部共通講座））
- 1968年8月　京都大学理学部数学科教授（計画数学講座）
- 1972年2月　京都大学数理解析研究所教授併任（数値解析研究部門　1976年1月まで）
- 1975年　レンヌ大学客員教授
- 1977年4月　京都大学評議員（1978年11月まで）
- 1981年4月　京都大学理学部長（1983年3月まで）
- 1988年3月　京都大学退官
- 1988年4月　京都大学名誉教授
- 1989年4月　龍谷大学理工学部数理情報学科教授（1998年3月まで）

## 主な著書
- 『非線型現象の数学』（朝倉書店、1972）
- 『カオスとフラクタル―非線形の不思議　ブルーブックス』（講談社、1986）ISBN 406132652X
- 『カオス入門』（朝倉書店、1996）ISBN 4254126719
- 『フラクタルの数理』（畑政義、木上淳との共著、岩波書店、1998）ISBN 4000108107
- 『科学的方法とは何か』（共著、中公新書、1986）